# NGC 2538
NGC 2538 est une galaxie spirale barrée située dans la constellation du Petit Chien. NGC 2538 a été découverte par l'astronome français Édouard Stephan en 1877.

## Caractéristiques
Sa vitesse par rapport au fond diffus cosmologique est de 4 255 ± 32 km/s, ce qui correspond à une distance de Hubble de 62,8 ± 4,4 Mpc (∼205 millions d'al).
La classe de luminosité de NGC 2538 est I et elle présente une large raie HI.